# Mountougoula
Mountougoula è un comune rurale del Mali facente parte del circondario di Kati, nella regione di Koulikoro.
Il comune è composto da 16 nuclei abitati:
- Bandougou
- Dara
- Darani
- Dialakorobougou
- Falani
- Faradala
- Farako-Darani
- Farako-Mountougoula
- Kognikoro
- Koungoudian
- Manakoroni
- Mountougoula
- Sanankorobougou
- Sébélakoro
- Tangala
- Tiènè